# ميخائيل داونينج
ميخائيل داونينج (بالإنجليزية: Michael Downing)‏ هو سياسي أمريكي، ولد في 20 أكتوبر 1954 في مالدن في الولايات المتحدة. حزبياً، نشط في الحزب الجمهوري. وقد انتخب عضو مجلس ولاية نيوهامبشير.